# 심원초등학교 (전북)
심원초등학교는 대한민국 전북특별자치도 고창군 심원면 월산리에 있는 공립 초등학교이다.

## 학교 연혁
- 1935년 5월 1일 심원공립보통학교 개교
- 1938년 4월 1일 심원공립심상소학교로 개칭[1]
- 1941년 4월 1일 심원공립국민학교로 개칭[2]
- 1981년 3월 7일 병설유치원 개원
- 1988년 3월 1일 특수학급 신설
- 1990년 9월 15일 본관 개축공사 준공
- 1994년 3월 1일 주산국민학교 통폐합
- 1994년 12월 10일 다목적교실 준공
- 1996년 3월 1일 심원초등학교로 개칭[3]
- 2003년 10월 9일 예지관 준공
- 2009년 2월 24일 영어전용교실 준공
- 2018년 2월 1일 도서실, 과학실 현대화 사업
- 2018년 9월 1일 제31대 유인순 교장 부임
- 2018년 9월 4일 본관 석면 해체 및 천장 교체 공사
- 2018년 9월 9일 예지관 진입로 및 울타리 설치공사
- 2018년 11월 13일 보건실 및 사랑반 현대화 사업
- 2019년 9월 16일 다목적교실 리모델링 공사
- 2020년 1월 3일 제81회 졸업식(총6769명)
- 2020년 3월 2일 초등 7학급(특수), 유치원 1학급 편성
- 2020년 8월 24일 상담실 리모델링공사 및 물품구입
- 2020년 10월 31일 예지관 리모델링공사
- 2021년 1월 13일 제82회 졸업식(총 졸업생 6,778명)
- 2021년 3월 1일 초등 6학급, 유치원 1학급 편성

## 학교 상징
- 우리 학교 꽃 - 장미 : 정열적인 꿈을 가진 아름다운 어린이
- 우리 학교 나무 - 은행나무 : 거목으로 자랄 희망을 가꾸는 보람찬 어린이
- 우리 학교 새 - 까치 : 좋은 일만 골라서 하는 착한 어린이

## 참고 자료
- 심원초등학교 - 한국교육학술정보원 학교알리미